# Samuel Lino
Samuel Dias Lino (Santo André, 23 de diciembre de 1999) es un jugador de fútbol brasileño que juega de extremo en el C. R. Flamengo del Campeonato Brasileño de Serie A.

## Trayectoria
Es un futbolista formado en el São Bernardo Futebol Clube con el que debutó en 2017 en el Campeonato Paulista.
El 30 de junio de 2019 firmó un contrato con el Gil Vicente F. C. de Portugal. En este equipo estuvo jugando durante tres temporadas antes de ser traspasado en julio de 2022 al Atlético de Madrid, que ese mismo mes lo cedió al Valencia C. F.
Después de su paso por el Valencia C. F., regresó al Atlético de Madrid para la temporada 2023-2024. En dos años en el conjunto madrileño, disputó 93 partidos en los que marcó doce goles y dio dieciséis asistencias.
El 29 de julio de 2025 fue traspasado al C. R. Flamengo y firmó un contrato hasta diciembre de 2029. Es el fichaje más caro en la historia del Flamengo. Para ficharlo, procedente del Atlético de Madrid, el club pagó unos 22 millones de euros en cuotas fijas y 2 millones en primas. 
Dos días después de su fichaje, Samuel debutó con el Malvadão, en una derrota en casa por 1-0 ante el Mineiro, en el Maracaná, partido de octavos de final de la Copa de Brasil.

## Estadísticas

### Clubes
Actualizado al último partido disputado el 23 de junio de 2025.
| Club                        | Div.          | Temporada     | Liga  | Liga  | Estatal | Estatal | Copas nacionales | Copas nacionales | Copas internacionales | Copas internacionales | Total | Total |
| Club                        | Div.          | Temporada     | Part. | Goles | Part.   | Goles   | Part.            | Goles            | Part.                 | Goles                 | Part. | Goles |
| --------------------------- | ------------- | ------------- | ----- | ----- | ------- | ------- | ---------------- | ---------------- | --------------------- | --------------------- | ----- | ----- |
| São Bernardo F. C. · Brasil | 4.ª           | 2017          | 1     | 0     | 0       | 0       | 0                | 0                | ―                     | ―                     | 1     | 0     |
| São Bernardo F. C. · Brasil | 4.ª           | 2018          | 0     | 0     | 17      | 4       | 0                | 0                | ―                     | ―                     | 17    | 4     |
| São Bernardo F. C. · Brasil | 4.ª           | 2019          | 0     | 0     | 5       | 0       | 0                | 0                | ―                     | ―                     | 5     | 0     |
| São Bernardo F. C. · Brasil | Total club    | Total club    | 1     | 0     | 22      | 4       | 0                | 0                | 0                     | 0                     | 23    | 4     |
| Gil Vicente F. C. Portugal  | 1.ª           | 2019-20       | 20    | 2     | ―       | ―       | 6                | 0                | ―                     | ―                     | 26    | 2     |
| Gil Vicente F. C. Portugal  | 1.ª           | 2020-21       | 33    | 9     | ―       | ―       | 4                | 2                | ―                     | ―                     | 37    | 11    |
| Gil Vicente F. C. Portugal  | 1.ª           | 2021-22       | 34    | 12    | ―       | ―       | 4                | 2                | ―                     | ―                     | 38    | 14    |
| Gil Vicente F. C. Portugal  | Total club    | Total club    | 87    | 23    | 0       | 0       | 14               | 4                | 0                     | 0                     | 101   | 27    |
| Valencia C. F. · España     | 1.ª           | 2022-23       | 38    | 6     | ―       | ―       | 3                | 2                | ―                     | ―                     | 41    | 8     |
| Valencia C. F. · España     | Total club    | Total club    | 38    | 6     | 0       | 0       | 3                | 2                | 0                     | 0                     | 41    | 8     |
| Atlético de Madrid · España | 1.ª           | 2023-24       | 34    | 4     | ―       | ―       | 5                | 1                | 7                     | 3                     | 46    | 8     |
| Atlético de Madrid · España | 1.ª           | 2024-25       | 31    | 3     | ―       | ―       | 4                | 1                | 12                    | 0                     | 47    | 4     |
| Atlético de Madrid · España | Total club    | Total club    | 65    | 7     | 0       | 0       | 9                | 2                | 19                    | 3                     | 93    | 12    |
| C. R. Flamengo · Brasil     | 1.ª           | 2025          | 0     | 0     | ―       | ―       | 0                | 0                | 0                     | 0                     | 0     | 0     |
| C. R. Flamengo · Brasil     | Total club    | Total club    | 0     | 0     | 0       | 0       | 0                | 0                | 0                     | 0                     | 0     | 0     |
| Total carrera               | Total carrera | Total carrera | 191   | 36    | 22      | 4       | 26               | 8                | 19                    | 3                     | 258   | 51    |